# 独身貴族
『独身貴族』（どくしんきぞく）は、2013年10月10日から12月19日まで毎週木曜日22:00 - 22:54に、フジテレビ系「木曜劇場」枠で放送された日本のテレビドラマ。主演は草彅剛。

## 概要
「独身貴族」×「離婚勇者」×「結婚難民」が織りなす大人のラブコメディ。
草彅剛の木曜劇場枠の主演は『任侠ヘルパー』以来4年ぶりである。

## キャスト

### 主要人物
星野 守（ほしの まもる）
演 - 草彅剛 (当時SMAP)
映画プロデューサー兼社長。人と付き合うことをあまり好まず、誰にも束縛されない自由勝手なシングルライフを楽しんでいたが、叔母に脅される形で見合いを強制させられ、楽しい独身生活を奪われる状況に追い込まれている。
春野 ゆき（はるの ゆき）
演 - 北川景子
契約社員。脚本家志望。結婚・仕事・夢に絶望した女性で28歳の誕生日を迎える。“結婚難民”。数々の脚本コンクールに応募するも落選続きの日々。最後の望みとして、無理を承知でハウスキーピングに行った先の星野の自宅に置いてきたシナリオ『8月のボレロ』が星野の目に留まる。現在沙織の家に居候している。
星野 進（ほしの すすむ）
演 - 伊藤英明
専務。守の実弟。妻と離婚する際に全財産を奪われ、その上に妻側の代理人に行動を監視され、女性をナンパするなど表立った行動が出来ないでいる。

### キネマ・エトワール
川越 裕太（かわごえ ゆうた）
演 - 藤ヶ谷太輔(Kis-My-Ft2)
ラインプロデューサー。長い物には巻かれる性格で、部下には横柄な態度で接する。
細井 恵（ほそい めぐみ）
演 - 三浦真椰
キネマエトワール社員。赤髪の女性。3話からレギュラー出演
緒方 須美花（おがた すみか）
演 - 蓮佛美沙子
守の秘書。

### 星野家
星野 亜希子（ほしの あきこ）
演 - デヴィ・スカルノ
オーナー。守・進の叔母。会社存続の権限を保持している。
星野 彌
演 - 品川徹（第1 - 3話）
守・進の父親。故人。

### その他
現王園 玲子 （げんおうぞの れいこ）
演 - 平岩紙
守の見合い相手。配給会社「日本映画」会長の令嬢。つまらない話題を延々と話し続け、守を困らせる。
小原 沙織（おばら さおり）
演 - 西原亜希
「リトルメイド」ハウスキーパー。夢を追いかけ生活に困っている親友のゆきにバイトを紹介する。
小林 征嗣
演 - 篠井英介
進の妻側の代理人弁護士。
水島 浩一
演 - 梶原善
配給会社「日本映画」部長。

### ゲスト
複数話・単話登場の場合は演者名の横の括弧（）内に表記。

#### 第1話
高倉 雄二（たかくら ゆうじ）
演 - 津川雅彦
10年振りにシナリオを執筆する脚本家。
当初演じる予定であった石田太郎が放送開始前の同年9月21日の収録中に心筋梗塞を起こし急死したため、津川が急遽代役を務めることとなった。
春野 さち（はるの さち）
演 - 市毛良枝（最終話）
ゆきの母親。

#### 第2話
神崎 清美（かんざき きよみ）
演 - 高岡早紀
映画『紡ぎ月』主演女優。

#### 第3話
神野 桜子（かみの さくらこ）
演 - 及川奈央
進が交際している女性の1人。客室乗務員。

#### 第4話
小野寺 秀作（おのでら しゅうさく）
演 - 斉木しげる
女癖が悪い著名な脚本家。
高砂 賢一（たかさご けんいち）
演 - 春海四方
国原 保（くにはら たもつ）
演 - 西山聡
上記2名はキネマ・エトワールが制作した映画『太陽の食堂』に協力した全日本農業組合北関東支部組合員。

#### 第7話
山下智久
演 - 本人（最終話）
日本映画・キネマ・エトワール共同制作、星野守・川越裕太プロデュース、春野ゆき脚本の『8月のボレロ』の主演俳優。

#### 第8話
谷中 敬三（やなか けいぞう）
演 - 鶴田忍
谷中リゾート会長。グループ会社の携帯ゲーム開発会社「MOBILE PICTURES」を通して、『8月のボレロ』のスポンサーに名乗りを上げる。しかし脚本の世界観を潰すような無理難題な条件を提示する。
ズッキーニ
演 - 副島淳
谷中リゾート会長の友達の映像クリエイター。『8月のボレロ』の主題は恋愛映画にもかかわらず、サスペンスの描写が入ったアクション映画と思わせる予告映像を谷中の依頼で作製してくる。
現王園
演 - 梅野泰靖（第9 - 最終話）
「日本映画」会長。玲子の父親。

#### その他（ゲスト）
第1話 - 和泉元彌、蒼井そら
第2 - 3話 - IKKO
第3話 - 加藤綾子
第4話 - 深沢敦、阿部亮平
第10話 - 美山加恋
最終話 - いか八朗

## スタッフ
- 脚本 - 佐藤嗣麻子
- 音楽 - 住友紀人
- 主題歌 - SMAP「シャレオツ」（ビクターエンタテインメント）
  - この楽曲のPVには星野亜希子役のデヴィ・スカルノが出演している。
- 演出 - 武内英樹、平野眞、宮木正悟、洞功二
- 脚本協力 - 宇山圭佑、廣瀬雄、登米裕一
- 演出補 - 洞功二、楢木野礼
- エンドロールバック - 田中雅文
- イラストデザイン - 柳澤康介
- VFX - 山本雅之、西尾健太郎
- フードコーディネーター - 住川啓子
- 広報 - 片山正康
- 広告宣伝部 - 鈴木文太郎
- ホームページ- 鈴木知子
- 台詞引用
  - 映画『めぐり逢えたら』（第5・10話） / 映画『あなたが寝てる間に…』（第5話）（日本語字幕：戸田奈津子）
- プロデュース - 牧野正、草ヶ谷大輔
- ラインプロデュース - 竹田浩子
- 協力プロデュース - 古都真也
- プロデュース補 - 國安馨
- 制作著作 - フジテレビ

## 放送日程
| 各話                                                       | 放送日         | サブタイトル                                    | 演出     | 視聴率 |
| ---------------------------------------------------------- | -------------- | ----------------------------------------------- | -------- | ------ |
| 第1話                                                      | 2013年10月10日 | なぜ僕が結婚しないのか? その理由を教えましょう… | 武内英樹 | 12.6%  |
| 第2話                                                      | 10月17日       | 一夜限りのシンデレラ!! 恋に落ちた独身貴族       | 武内英樹 | 11.3%  |
| 第3話                                                      | 10月24日       | 独身貴族に終止符!? 縮まっていく二人の距離       | 平野眞   | 11.6%  |
| 第4話                                                      | 10月31日       | 心奪われた夜…ホテルで二人きり                   | 宮木正悟 | 10.6%  |
| 第5話                                                      | 11月07日       | もう恋なんてしないと決めた夜…                   | 平野眞   | 12.7%  |
| 第6話                                                      | 11月14日       | 動き出した恋…僕は結婚します。                   | 宮木正悟 | 10.1%  |
| 第7話                                                      | 11月21日       | 涙のプロポーズ                                  | 平野眞   | 10.4%  |
| 第8話                                                      | 11月28日       | 僕が彼女にできる事…最後の選択                   | 武内英樹 | 11.1%  |
| 第9話                                                      | 12月05日       | もう戻れない…痛む恋の傷あと                     | 洞功二   | 12.1%  |
| 第10話                                                     | 12月12日       | さようなら…それぞれの選択                       | 平野眞   | 12.9%  |
| 第11話                                                     | 12月19日       | 恋の結末                                        | 武内英樹 | 09.6%  |
| 平均視聴率 11.4%（視聴率は関東地区・ビデオリサーチ社調べ） |                |                                                 |          |        |